# Янгиабад

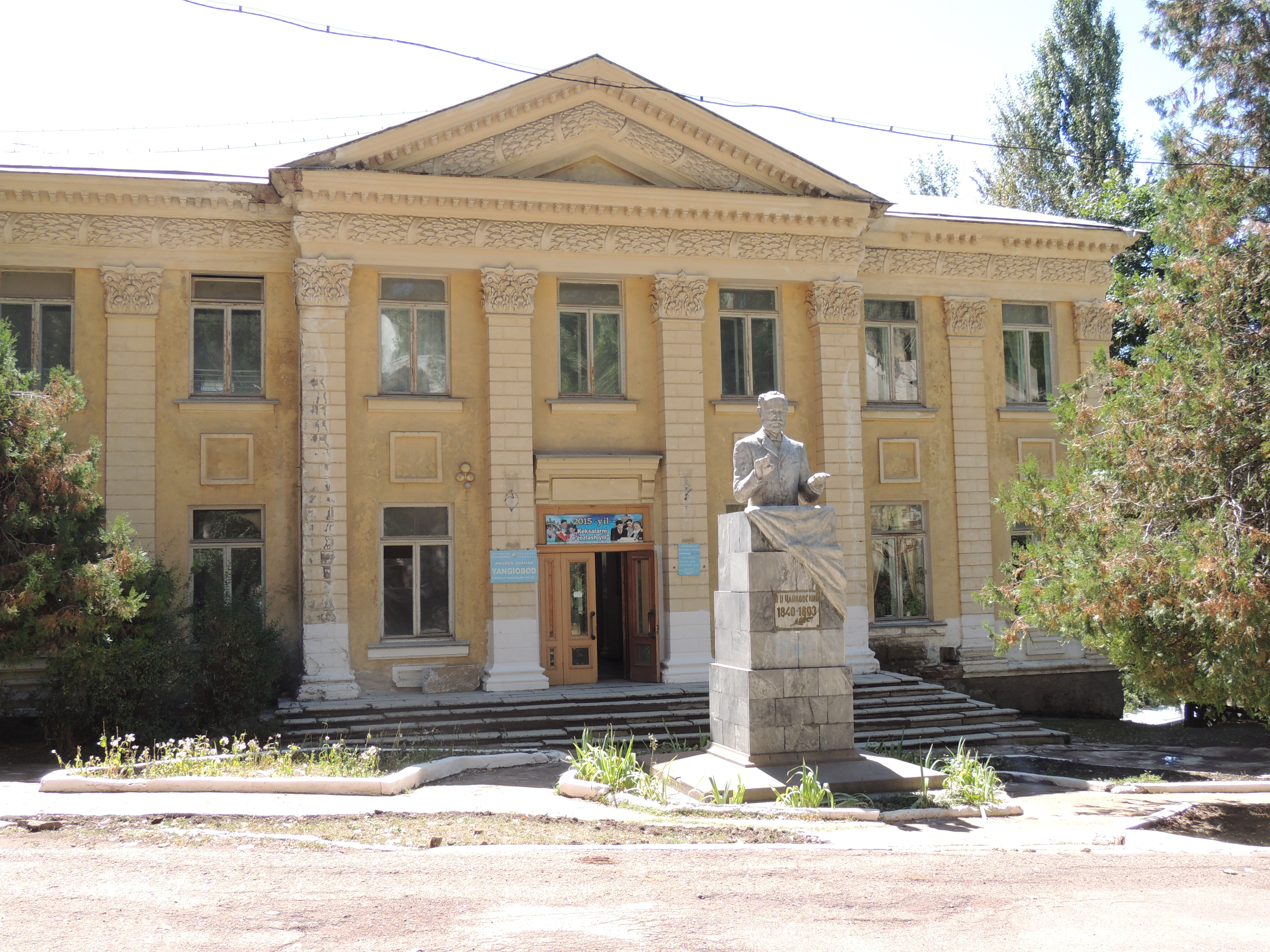
Музыкальная школа в Янгиабаде

Янгиаба́д (узб. Yangiobod / Янгиобод) — город (с 1953 года) в Ташкентской области Узбекистана. Управляется Ангренским городским советом депутатов.

## История
После Второй мировой войны Советский Союз начал интенсивную добычу урановой руды в отрогах Чаткальских гор в середине двадцатого века, которая стала одной из самых важных в будущей гонке вооружений. Постепенно образовался закрытый город, въезд в который был строго ограничен. Так возник Янгиабад в начале 1950-х годов.Город первоначально строился в конце 1940-х годов как городок шахтёров, добывающих урановую руду в построенных в его окрестностях урановых шахтах.
Последние урановые рудники были закрыты в 1980-х годах вследствие истощения имеющихся месторождений. В советское время, когда ещё работали урановые рудники, город был режимным и находился на московском обеспечении.
Сам Янгиабад строился в основном силами немецких переселенцев с Волги и других районов СССР, а не военнопленных, как это часто считают (военнопленных, возвращаемых в Германию, даже в Восточную, в урановые шахты не допускали бы).
Возможно, вследствие влияния немецкой культуры город имеет своеобразную архитектуру, напоминающую архитектуру немецкого городка XIX—XX века, неожиданную для взора человека, впервые попавшего в этот среднеазиатский городок.
В городе нет зданий выше 3-х этажей. Вероятно, это также связано с высокой сейсмической активностью в этом регионе (дома были рассчитаны на 9-балльные землетрясения).

## География
Янгиабад расположен на юго-восточном склоне Чаткальского хребта при слиянии рек Дукентсай и Каттасай. Территория города орошается водами Каттасая. Высота центра населённого пункта составляет около 1300 м над уровнем моря.
Янгиабад находится севернее города Ангрена. Расстояние до ближайшей железнодорожной станции Ангрен составляет 22 км. Между двумя городами действует сообщение общественным транспортом (автобусами и маршрутными такси).

## Население
По переписи населения 1989 года в Янгиабаде жило 11 709 человек. По состоянию на 2004 год, население оценивалось в 9000 жителей.
По состоянии на 2023 год население составляет менее 500 жителей
Ныне Янгиабад — опустевший город, население которого составляет около 10-15% от советского периода. На последних выборах 2009 года в списках избирательной комиссии было чуть более 400 избирателей, в основном, пенсионного возраста.
Основную массу жителей города в советское время составляли представители европейской части СССР (в основном — русские, а также украинцы и представители других национальностей), как вольнонаёмные, так и заключённые, труд которых использовался на урановых рудниках.
Представителей коренных национальностей региона — узбеков, казахов и таджиков в годы, когда Янгиабад был режимным городом, было незначительное количество. В настоящее время основная масса населения города — это узбеки и таджики, поселившиеся в городе после распада СССР. Часто жильё приобретается ими с целью отдыха.

## Инфраструктура
В Янгиабаде имеются промышленные и строительные предприятия, автостанция, отделение связи, сеть торговых, обслуживающих и культурных заведений.
По сведениям Национальной энциклопедии Узбекистана (2000—2006), в Янгиабаде действовали общеобразовательная школа, дом культуры, библиотека, поликлиника, медпункт и аптека.

## Достопримечательности
Рядом с городом, на расстоянии нескольких километров от него, вверх по долине реки Каттасай находится турбаза «Янгиабад», которая была организована в начале 1970-х годов на базе закрытого уранового рудника. Рядом с турбазой находится несколько площадок для занятий зимой горнолыжным спортом.

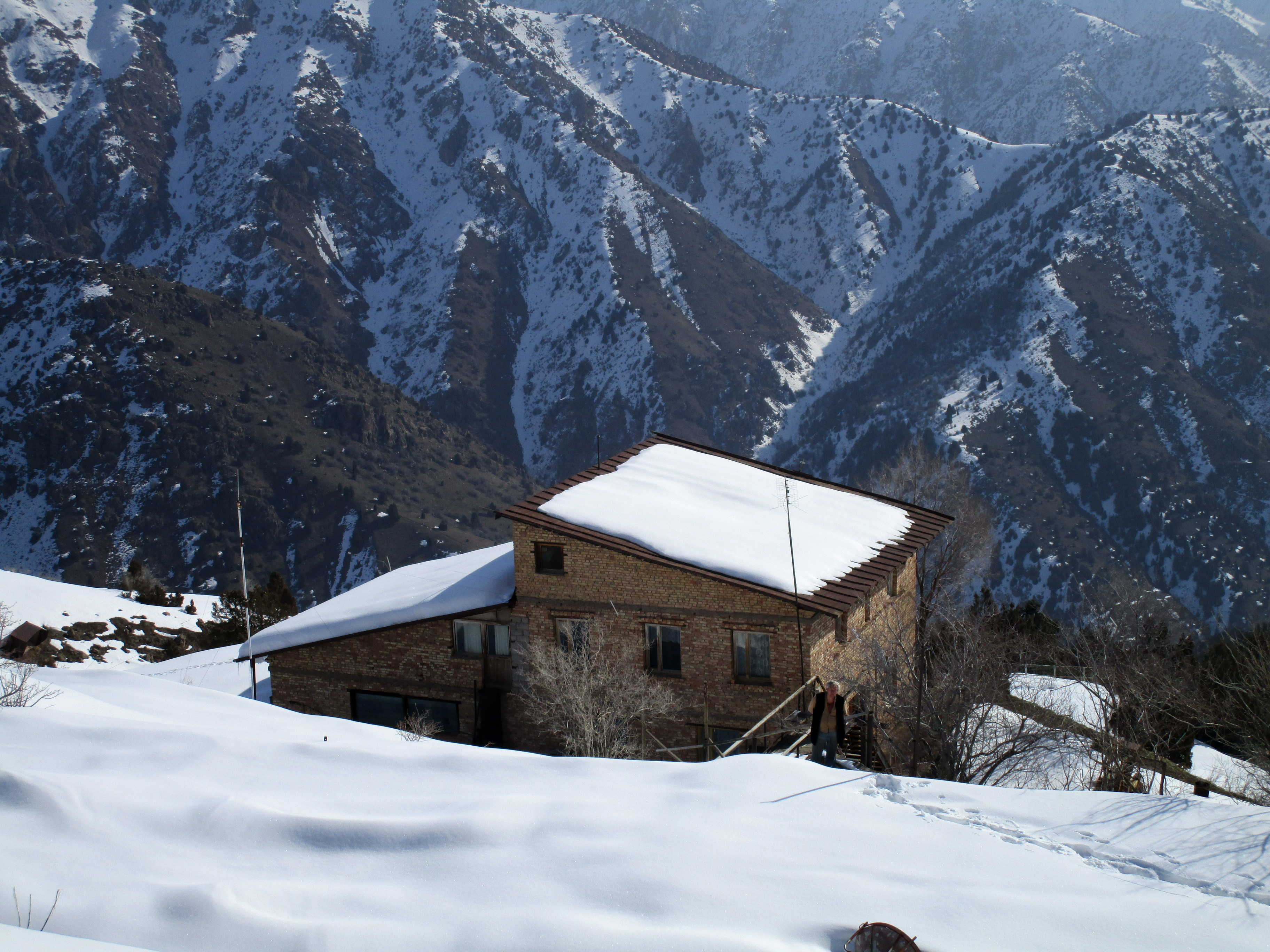
Снеголавинная станция «Дукант» в феврале

Вверх по долине другой речки — Дукентсая, приблизительно в 10 км от города, на абсолютной высоте 2000 м находится научная лаборатория Ташкентского Среднеазиатского регионального научно-исследовательского гиидрометеорологического института — снеголавинная станция.
Станция была организована в 1958 году для защиты от снежных лавин функционирующих в окрестностях города урановых рудников и является первой снеголавинной станцией на территории Республики Узбекистан.